# 錫諾縣
錫諾縣（英語：Sinoe County）是西非國家利比里亞15縣之一，首府格林維爾，面積10,137平方公里，北毗寧巴縣和大各德縣，東臨吉河縣和大克魯縣，西接大西洋和里弗塞斯縣，2008年人口104,932，下分17區。

## 外部連結
- Sineo County Development Agenda （页面存档备份，存于）